# Gary Allan

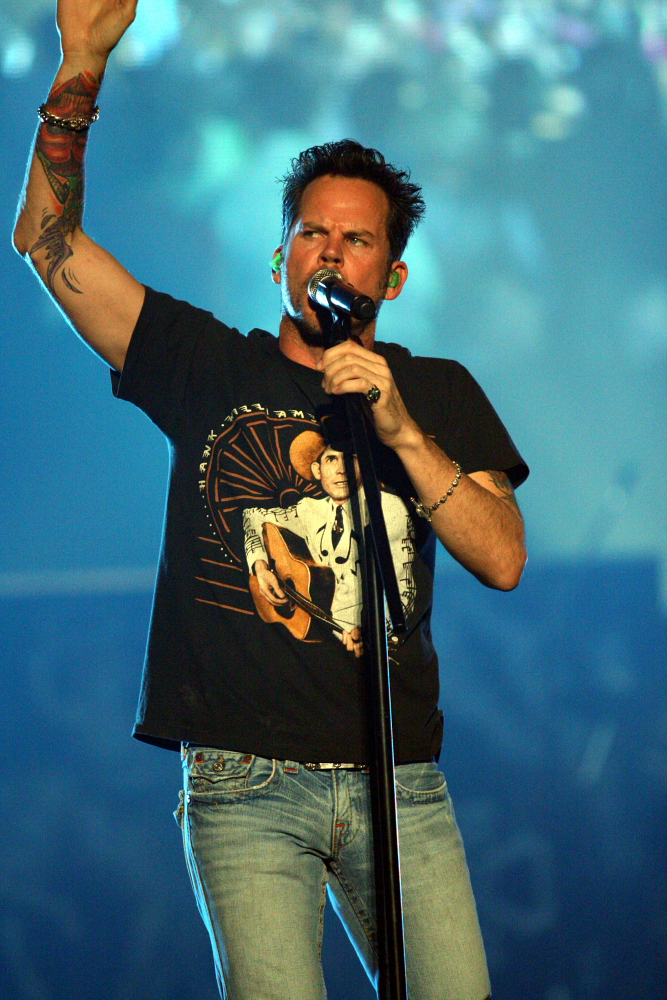
Gary Allan, 2007

Gary Allan Herzberg (* 5. Dezember 1967 in La Mirada, Kalifornien) ist ein US-amerikanischer Country-Sänger.

## Leben

### Anfänge
Gary Allan wuchs auf einer kalifornischen Ranch auf. Seit frühester Kindheit begeisterte er sich für das Surfen und für Country-Musik. Beeinflusst von den Stars der Bakersfielder Szene, allen voran Buck Owens und Merle Haggard, begann er selbst zu musizieren. Als Teenager begleitete er seinen Vater, der in Bars und Clubs der Umgebung auftrat. Mit Anfang zwanzig gründete er eine eigene Band. Es dauerte dann noch fast sieben Jahre, bis ein Demoband den Weg zu Decca Records fand. 1996 wurde ein Schallplattenvertrag abgeschlossen.

### Karriere
1996 wurde das von Mark Wright produzierte Album Used Heart for Sale veröffentlicht. Es rückte bis in die Top-20 der Album-Hitparade vor. Die ausgekoppelten Singles waren weniger erfolgreich, da Allans traditionsorientierte Musik von den Radiostationen nur selten gespielt wurde. Sein zweites Album, It Would Be You, wurde 1998 veröffentlicht. Die gleichnamige Single konnte sich in der Top-10 platzieren. Anfang 1999 zog sich Decca aus dem Musikgeschäft zurück. Gary Allen, der „surfende Cowboy“, wurde gemeinsam mit seinem Produzenten Mark Wright vom MCA-Label übernommen.
Das 1999 eingespielte Album Smoke Rings in the Dark brachte endlich den Verkaufserfolg. Das Album selbst wurde mit Platin ausgezeichnet, und es wurden zwei erfolgreiche Singles ausgekoppelt. 2001 erreichte die dem Album Alright Guy entnommene Single Man to Man Platz 1 der Country-Hitparade.

## Diskografie

### Alben
| Jahr | Titel                   | Höchstplatzierung, Gesamtwochen, AuszeichnungChartplatzierungen (Jahr, Titel, Platzierungen, Wochen, Auszeichnungen, Anmerkungen) | Höchstplatzierung, Gesamtwochen, AuszeichnungChartplatzierungen (Jahr, Titel, Platzierungen, Wochen, Auszeichnungen, Anmerkungen) | Anmerkungen |
| Jahr | Titel                   | US | Country | Anmerkungen |
| ---- | ----------------------- | --- | --- | ----------- |
| 1996 | Used Heart for Sale     | US136 Gold · (16 Wo.)US | Country20 (40 Wo.)Country | Decca       |
| 1998 | It Would Be You         | US132 (6 Wo.)US | Country21 (28 Wo.)Country | Decca       |
| 1999 | Smoke Rings in the Dark | US84 Platin · (47 Wo.)US | Country9 (104 Wo.)Country | MCA         |
| 2001 | Alright Guy             | US39 Platin · (42 Wo.)US | Country4 (104 Wo.)Country | MCA         |
| 2003 | See If I Care           | US17 Platin · (45 Wo.)US | Country2 (103 Wo.)Country | MCA         |
| 2005 | Tough All Over          | US3 Gold · (43 Wo.)US | Country1 (77 Wo.)Country | MCA         |
| 2007 | Living Hard             | US3 Gold · (43 Wo.)US | Country3 (78 Wo.)Country | MCA         |
| 2010 | Get Off on the Pain     | US5 (25 Wo.)US | Country2 (59 Wo.)Country | MCA         |
| 2013 | Set you Free            | US1 Gold · (27 Wo.)US | Country1 (62 Wo.)Country | MCA         |
| 2021 | Ruthless                | US86 (1 Wo.)US | Country8 (1 Wo.)Country |             |

### Kompilationen
| Jahr | Titel         | Höchstplatzierung, Gesamtwochen, AuszeichnungChartplatzierungen (Jahr, Titel, Platzierungen, Wochen, Auszeichnungen, Anmerkungen) | Höchstplatzierung, Gesamtwochen, AuszeichnungChartplatzierungen (Jahr, Titel, Platzierungen, Wochen, Auszeichnungen, Anmerkungen) | Anmerkungen |
| Jahr | Titel         | US | Country | Anmerkungen |
| ---- | ------------- | --- | --- | ----------- |
| 2007 | Greatest Hits | US5 Gold · (27 Wo.)US | Country1 (78 Wo.)Country | MCA         |
| 2012 | Icon          | US151 (2 Wo.)US | Country20 (78 Wo.)Country | MCA         |

### Singles
| Jahr | Titel Album                                             | Höchstplatzierung, Gesamtwochen, AuszeichnungChartplatzierungen (Jahr, Titel, Album, Platzierungen, Wochen, Auszeichnungen, Anmerkungen) | Höchstplatzierung, Gesamtwochen, AuszeichnungChartplatzierungen (Jahr, Titel, Album, Platzierungen, Wochen, Auszeichnungen, Anmerkungen) | Anmerkungen |
| Jahr | Titel Album                                             | US | Country | Anmerkungen |
| --- | ------------------------------------------------------- | --- | --- | ----------- |
| 1996 | Her Man Used Heart for Sale                             | US— GoldUS | Country7 (23 Wo.)Country |             |
| 1997 | Forever and a Day Used Heart for Sale                   | — | Country44 (11 Wo.)Country |             |
| 1997 | From Where I’m Sitting Used Heart for Sale              | — | Country43 (15 Wo.)Country |             |
| 1997 | Living in a House Full of Love Used Heart for Sale      | — | Country43 (12 Wo.)Country |             |
| 1998 | It Would Be You                                         | — | Country7 (23 Wo.)Country |             |
| 1998 | No Man in His Wrong Heart It Would Be You               | — | Country43 (11 Wo.)Country |             |
| 1998 | I’ll Take Today It Would Be You                         | — | Country47 (17 Wo.)Country |             |
| 1999 | Smoke Rings in the Dark                                 | US76 (5 Wo.)US | Country12 (29 Wo.)Country |             |
| 2000 | Lovin’ You Against My Will Smoke Rings in the Dark      | — | Country34 (20 Wo.)Country |             |
| 2000 | Right Where I Need to Be Smoke Rings in the Dark        | US42 Platin · (20 Wo.)US | Country5 (48 Wo.)Country |             |
| 2001 | Man of Me Alright Guy                                   | — | Country18 (24 Wo.)Country |             |
| 2002 | The One Alright Guy                                     | US37 (20 Wo.)US | Country3 (34 Wo.)Country |             |
| 2002 | Man to Man Alright Guy                                  | US25 (20 Wo.)US | Country1 (31 Wo.)Country |             |
| 2003 | Tough Little Boys See If I Care                         | US32 (20 Wo.)US | Country1 (24 Wo.)Country |             |
| 2003 | Songs About Rain See If I Care                          | US71 Gold · (10 Wo.)US | Country12 (24 Wo.)Country |             |
| 2004 | Nothing On but the Radio See If I Care                  | US32 Gold · (20 Wo.)US | Country1 (33 Wo.)Country |             |
| 2005 | Best I Ever Had Tough All Over                          | US51 Platin · (18 Wo.)US | Country7 (29 Wo.)Country |             |
| 2006 | Life Ain’t Always Beautiful Tough All Over              | US61 Gold · (16 Wo.)US | Country4 (33 Wo.)Country |             |
| 2006 | A Feelin’ Like That Greatest Hits                       | US94 (1 Wo.)US | Country12 (27 Wo.)Country |             |
| 2007 | Watching Airplanes Living Hard                          | US43 Platin · (20 Wo.)US | Country2 (33 Wo.)Country |             |
| 2008 | Learning How to Bend Living Hard                        | US86 (4 Wo.)US | Country13 (21 Wo.)Country |             |
| 2008 | She’s So California Living Hard                         | — | Country24 (18 Wo.)Country |             |
| 2009 | Today Get Off on the Pain                               | — | Country18 (34 Wo.)Country |             |
| 2010 | Get Off on the Pain                                     | — | Country18 (21 Wo.)Country |             |
| 2010 | Kiss Me When I’m Down Get Off on the Pain               | — | Country38 (23 Wo.)Country |             |
| 2012 | Every Storm (Runs Out of Rain) Set You Free             | US26 ×2Doppelplatin · (20 Wo.)US | Country1 (31 Wo.)Country |             |
| 2013 | Pieces Set You Free                                     | — | Country29 (20 Wo.)Country |             |
| 2013 | It Ain’t the Whiskey Set You Free                       | US— GoldUS | Country40 (18 Wo.)Country |             |
| 2014 | Hangover Tonight                                        | — | Country49 (2 Wo.)Country |             |
| Folgende Lieder erschienen nicht als Single, wurden aber durch das Album zum Download und Streaming bereitgestellt und konnten somit eine Platzierung erlangen: |                                                         | | |             |
| |                                                         | | |             |
| 1997 | Please Come Home for Christmas A Country Christmas 1996 | — | Country70 (1 Wo.)Country |             |
| 2000 | Runaway Smoke Rings in the Dark                         | — | Country74 (1 Wo.)Country |             |

Weitere Veröffentlichungen
- 2016: Do You Wish It Was Me?
- 2017: Mess Me Up